# Johann Poppenberger
Johann Poppenberger bzw. Hans Poppenberger Junior (getauft am 30. April 1618 in Platten, Böhmen; begraben am 5. Dezember 1690 ebenda), war ein böhmischer Bergwerkseigentümer, Ratsbeisitzer und Stadtrichter. Er gehört zu den Gründern der Exulantenstadt Johanngeorgenstadt.

## Leben
Johann Poppenberger war der Sohn des Johann Poppenberger Senior (getauft 8. Juni 1588 in Platten; † 28. Juli 1658 ebenda) und dessen Ehefrau Anna geb. Röner, der Tochter von Matthes Röner. Sein Taufpate war u. a. der Bergmeister und Stadtrichter Johann Löbel, sowie der Schichtmeister Salomon Hütter. Die weit verzweigte Familie stammte ursprünglich aus St. Joachimsthal. Sein Urgroßvater väterlicherseits war der Zinnschmelzer Melchior Siegel aus Eibenstock. In seiner Heimatstadt erlangte Poppenberger das Bürgerrecht und war Betreiber eines Bergwerkes, in dem er nach Zinn schürfen ließ. Laut Index der Gerichts- und Stadtbücher erwarb Poppenberger in Platten von Andreas Georg ein Haus sowie von seinem Bruder David Poppenberger eine halbe Hofstatt.
Am 10. Oktober 1653 erklärte man die Plattner Bürger, die nicht bereit waren, zum Katholizismus zu konvertieren, für verbannt und des Landes verwiesen. Poppenberger gehörte zu den ersten sieben Personen, die auf den Fastenberg im Kurfürstentum Sachsen entwichen. Am 12./22. Mai 1652 richteten Poppenberger und Melchior Horbach an den sächsischen Kurfürsten ein Bittgesuch, oberhalb der neu erbauten Mahlmühle des Müllers Matthäus Weigel sich neu anzusiedeln und Bergbau zu betreiben. Zwei Jahre später ließen sich auch der überwiegende Teil der Plattner Exulanten dort nieder. Aus der Ansiedlung ging das heutige Johanngeorgenstadt hervor.
Jahre später fiel Poppenberger vom evangelischen Glauben ab und kehrte mit Frau und Kindern nach Platten zurück. Er war nicht der einzige. Unter den Rückkehren war auch sein späterer Schwiegervater, der Bergmeister Christoph Haas, der Farbmühlbesitzer Peter Kuhn, der Stadtrichter Melchior Siegel und weitere. Nach Platten zurückgekehrt, erwarb Johann Poppenberger preisgünstig zwei Häuser von nach Kursachsen geflohenen Exulanten und zwar von Oswald Zwingler und Michael Ullmann. Auf den bereits geplanten Kauf eines dritten Hauses verzichtete er wegen übler Nachrede. In seinen letzten Lebensjahren bekleidete Poppenberger in Platten die Ämter des Ratsbeisitzers und Stadtrichters. Er starb 1690 im Alter von 72 Jahren. Poppenberger hinterließ eine hohe Nachkommenschaft.

## Auszüge
Auszug aus dem Schreiben vom 12./22. Mai 1651 das Johann Poppenberger und Melchior Horbach an den sächsischen Kurfürsten richteten:

„E. Ch. D. erinnern sich Gnädigst, Welcher gestalt die Röm. Kayß. Maytt. Unßer allergnädigster Herr wegen der religion an izo Strack reformieren, undt Unß Evangelischen das freye Exercitium religionis entnehmen laßen wollen. Wan wir dan Arme Berckleut, gleich andern unßern mit Bürgern alhier zur Platten in täglichen fürchten undt höchster beträngnüs Stehen, in dem wir Mögten mit unßern lieben Weib und Kinderlein von Unßer häußlichen Nahrung weichen undt also unßere Glaubensübung gänzlichen unterlaßen müßen: wie dan albereit Theils nahe alhier benachtbarten wiederfahren, undt sich von Kayß. Jurisdiction begeben, und in Jhr Ch. D. Landen allergnädigst aufgenohmen worden... Alß haben wir auf Jhr Ch. D. Grundt undt Boden ein Platz über Matthes Weigels Newer ausgebrachter Mahlmühlen am Fastenberg gelegen, außgesehen... an diesem und anderen Ortten sich umbzusehen undt Berckwergk Regst Gott außzuschürfen...“

Johann Christian Engelschall schreibt über Johann Poppenberger in Beschreibung Der Exulanten- und Bergstadt Johann Georgen Stadt:

„Wie deß sonderlich einer von denen allerersten 7. Gewichenen / nehmlich Johann Poppenberger / schnöde wieder abfiele....“

Auszug aus dem Sterbebucheintrag von Johann Poppenberger Anno 1690:

„Herr Johann Poppenberger (Stadt Richter) Rathsbeysitzer seines Alters 72 iahr 31
woch, wurde in die Kirch getragen, Vnd ein gesungenes Requiem Vndt leichpredigt gehalten“

## Familie
Poppenberger vermählte sich in erster Ehe am 4. September 1639 in St. Joachimsthal mit Maria Ludwig (getauft am 27. November 1616 in Platten; † 14. Oktober 1657 ebenda), der Tochter des Schneiders Valentin Ludwig und in zweiter Ehe am 17. Februar 1658 in Platten mit Elisabeth Haas (getauft am 19. September 1638 in Platten; † 31. März 1713 ebenda) der Tochter des Bergmeisters Christoph Haas. Aus den Ehen gingen folgende Kinder hervor:
- Johannes (* 1640 in Platten)
- Christoff (* 1641 in Platten); ⚭ 1664 in Platten Benigna Beyer aus Schwimmiger
- Anna Maria (* 1643 in Platten); ⚭ 1664 in Johanngeorgenstadt Hans Bähr, Bürger und Bäcker
- Esther (* 1652 in Platten); ⚭ 1671 in Platten Tobias Thiel, Bergmann
- Anna Catharina (* 1655 in Platten); ⚭ 1676 in Platten Jacob Piltz, Schlosser und Bergmann
- Johannes Paulus (* 1658 in Platten)
- Kilianus (* 1660 in Platten; † 1736 ebenda), Bürger, Stadtkämmerer, Schichtmeister, Ratsbeisitzer und Zinngewerke; ⚭ Anna Rosina NN
- Hanns Georg (* 1662 in Platten)
- Hanß Davidt (* 1664 in Platten), Bürger, Weißbäckermeister und Kirchenvorsteher; ⚭ 1685 in Platten Anna Catharina Putz
- Johannes Elias (* 1665 in Platten)
- Johannes Balthasar (* 1667 in Platten), Bürger und Zinnschmelzer; ⚭ 1693 in Platten Anna Rosina Heinz
- Anna Rosina (* 1669 in Platten; † 1749 ebenda); ⚭ 1692 in Platten Johann Michael Seeling, Bürger und Bergmann
- Anna Elisabetha (* 1671 in Platten)
- Johann Benjamin (* 1673 in Platten; † 1754 ebenda), Bürger, Schneidermeister und Ratsverwandter; ⚭ 1693 in Platten Anna Maria Höfer